# Elezioni parlamentari in Lituania del 1992
Le elezioni parlamentari in Lituania del 1992 si tennero il 12 ottobre (primo turno) e il 26 ottobre (secondo turno) per il rinnovo del Seimas. In seguito all'esito elettorale, Bronislovas Lubys, espressione del Partito Democratico del Lavoro di Lituania, divenne Primo ministro; nel 1993 fu sostituito da Adolfas Šleževičius, cui seguì nel 1996 Laurynas Mindaugas Stankevičius.

## Risultati
| Liste                                                           | Riepilogo nazionale | Riepilogo nazionale | Riepilogo nazionale | Seggi   | Seggi  |
| Liste                                                           | Voti                | %                   | Seggi               | Collegi | Totale |
| --------------------------------------------------------------- | ------------------- | ------------------- | ------------------- | ------- | ------ |
| Partito Democratico del Lavoro di Lituania                      | 817.332             | 43,98               | 36                  | 37      | 73     |
| Movimento Riformatore di Lituania                               | 393.502             | 21,17               | 17                  | 13      | 30     |
| LKDP - LPKTS - LDP                                              | 234.368             | 12,61               | 10                  | 8       | 18     |
| Partito Socialdemocratico di Lituania                           | 112.410             | 6,05                | 5                   | 3       | 8      |
| Giovane Lituania + Unione dei Democratici Cristiani             | 66.027              | 3,55                | -                   | 1       | 1      |
| Unione di Centro di Lituania                                    | 46.910              | 2,52                | -                   | 2       | 2      |
| Unione dei Polacchi in Lituania                                 | 39.773              | 2,14                | 2                   | 2       | 4      |
| Unione dei Nazionalisti Lituani - Partito dell'Indipendenza     | 36.916              | 1,99                | -                   | 4       | 4      |
| Unione dei Liberali di Lituania (con LVS)                       | 28.091              | 1,51                | -                   | -       | -      |
| Lega della Libertà di Lituania                                  | 22.034              | 1,19                | -                   | -       | -      |
| Movimento del Progresso del Popolo della Repubblica di Lituania | 19.835              | 1,07                | -                   | -       | -      |
| Movimento dei Moderati di Lituania                              | 13.002              | 0,70                | -                   | -       | -      |
| Per la Giustizia Sociale                                        | 9.734               | 0,52                | -                   | -       | -      |
| Unione della Libertà di Lituania                                | 7.760               | 0,42                | -                   | -       | -      |
| Movimento di Lituania Černobyl'                                 | 4.827               | 0,26                | -                   | -       | -      |
| Benessere della Lituania                                        | 4.161               | 0,22                | -                   | -       | -      |
| Unione dei Patrioti di Lituania                                 | 1.904               | 0,10                | -                   | -       | -      |
| Indipendenti                                                    | -                   | -                   | -                   | 1       | 1      |
| Totale                                                          | 1.858.586           |                     | 70                  | 71      | 141    |